# The Hunchback
The Hunchback (prt: O Corcunda) é uma curta-metragem de sátira e ficção científica luso-francesa de 2016, realizada e escrita por Gabriel Abrantes e Ben Rivers. O filme é uma adaptação distópica de um conto da coleção de histórias As Mil e uma Noites. Carloto Cotta interpreta o protagonista,  um funcionário de uma empresa multinacional que, ao participar num seminário da mesma, é forçado a assumir o papel de um corcunda na Idade Média.
A obra estreou a 27 de abril de 2016 em Portugal, a propósito do 13º IndieLisboa, de onde saiu vencedora do prémio de Melhor Curta Portuguesa.

## Sinopse
Num futuro distópico próximo, a multinacional financeira Dalaya.com recorre à tecnologia avançada da empresa de reconstituições Historical Works para desenvolver e administrar um seminário com o objetivo de melhorar desempenho dos seus funcionários. Este programa de reintegração emocional permite-lhes simular outras épocas históricas e outros géneros cinematográficos.
Os funcionários da Dalaya são forçados a participar, sendo-lhe dito que irão relaxar numa produção com temática medieval. Tal como num jogo de RPG, os funcionários assumem diferentes papeis e, um em particular, a pele de um corcunda mendigo, que o leva a vivenciar a total miséria daquele período histórico. A Historical Works controla cada pormenor da encenação.

## Elenco
- Carloto Cotta, como Corcunda.[1]
- Gustavo Sumpta, como Billy Bob.
- Norman MacCallum, como Snickers.
- Mariana Mourato, como Starbuck.
- Celia Williams, como Jenny.
- Randolph Albright, como Ricky Bobby.
- Pedro Alfacinha, como Dumb Bart.
- Elizabeth Bochmann, como Suzy.
- Anton Skryzpiciel, como Max.
- Maya Booth, como Prudence.[8]
- Jonathan Weightman, como Brownwin.

## Equipa técnica
- Realização e argumento: Gabriel Abrantes e Ben Rivers [en];[9]
- Cinematografia: Jorge Quintela;[10]
- Música: Johannes Brahms;
- Som: Pedro Melo;
- Direção de arte: Maria José Branco;
- Montagem: Margarida Lucas;
- Produção: Joana Botelho, Marta Furtado e Natxo Checa.[11]

## Produção
Em 2012, Abrantes realiza Zwazo, uma curta-metragem inspirada pela coleção de histórias As Mil e uma Noites. Acerca da importância do texto, o cineasta considerou: "É mais um texto fundamental que me inspirou. A história de As Mil e uma Noites como um texto, tendo surgido da tradição oral - isto é, de proveniência anónima e supostamente de vários autores - que abrange e mistura várias culturas, geografias e religiões que vão do leste da Índia ao Oriente, depois de apropriado e reformulado para o público europeu do século XVIII por Antoine Galland, tinha uma relação com os temas que eu queria abordar em Zwazo. Eu não queria fazer o filme sobre esse texto também, mas me deixei inspirar por ele e o fiz aparecer no filme." Para The Hunchback, Abrantes e Rivers utilizariam uma abordagem semelhante, que resultaria numa adaptação distópica, influenciada por elementos de ficção científica, de um conto da coleção de histórias.

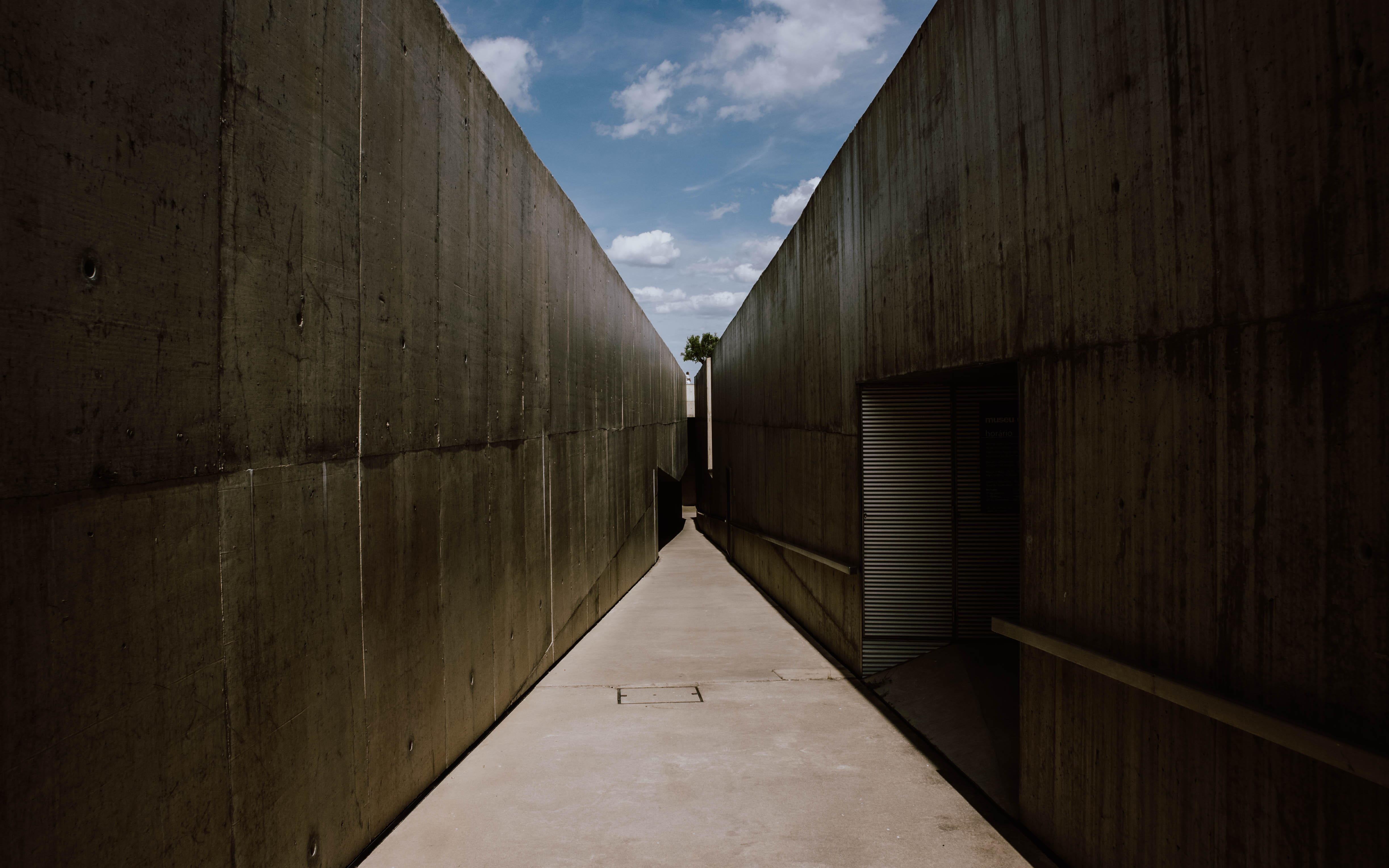
Cenas de The Hunchback foram rodadas no Museu Vale do Côa

O projeto foi desenvolvido pelas produtoras portuguesas A Mutual Respect Productions e Galeria Zé dos Bois, em parceria com a produtora francesa Les Films du Bélier. A curta-metragem foi financiada pelo Instituto do Cinema e do Audiovisual, Fundação Calouste Gulbenkian, Procirep e Angoa. O Parque Arqueológico do Vale do Côa e a Câmara Municipal de Boticas, também apoiaram a produção, tendo recebido a equipa de rodagem.

## Distribuição
A curta-metragem estreou a 27 de abril de 2016 em Portugal, na 13ª edição do IndieLisboa. Após a sua estreia, The Hunchback foi selecionado para inúmeros festivais e mostras de cinema internacionais, de entre os quais se destacam os seguintes:
- Festival Internacional de Cinema de Locarno (Suíça, 6 de agosto de 2016);[16]
- Festival Internacional de Curtas-Metragens de São Paulo (Brasil, 2016);
- Festival de Cinema de Londres (Reino Unido, 2016);[17]
- Janela Internacional de Cinema do Recife (Brasil, 2016)
- Torino Film Festival (Itália, 19 de novembro de 2016);[10]
- Short Film Festival Leuven (Bélgica, 2016);[18]
- Festival du Cinéma de Brive (França, 6 de abril de 2017);
- Festival Internacional de Cinema Independente de Buenos Aires (Argentina, 2017);
- Jeonju International Film Festival (Coreia do Sul, 2017);
- NexT International Film Festival (Roménia, 2017);
- Festival Internacional de Curtas de Belo Horizonte (Brasil, 2017);[19]
- Stuttgarter Filmwinter (Alemanha, 2018);
- Prague Short International Film Festival (República Checa, 2019).[20]

## Premiações
| Ano                                                  | Premiação                                                 | Categoria                                    | Trabalho                                     | Resultado | Ref.   |
| ---------------------------------------------------- | --------------------------------------------------------- | -------------------------------------------- | -------------------------------------------- | --------- | ------ |
| 2016                                                 | Festival Internacional de Cinema Independente IndieLisboa | Melhor Curta-metragem Portuguesa             | The Hunchback, Gabriel Abrantes e Ben Rivers | Venceu    | [ 21 ] |
| Festival de Cinema Independente de Bordéus           | Prémio do Júri de Melhor Filme Europeu                    | The Hunchback, Gabriel Abrantes e Ben Rivers | Venceu                                       | [ 22 ]    |        |
| Festival Internacional de Curtas-Metragens de Leuven | Melhor Curta-metragem                                     | The Hunchback, Gabriel Abrantes e Ben Rivers | Indicado                                     | [ 17 ]    |        |
| 2017                                                 | Festival de Cinema Brive                                  | Prémio Distribuidor                          | The Hunchback, Gabriel Abrantes e Ben Rivers | Venceu    | [ 18 ] |